# ミールプル地震
ミールプル地震（ミールプルじしん）は、2019年9月24日16時01分（PST UTC+5）頃にパキスタンのミールプル付近を震央として起きた地震である。アメリカ地質調査所によるモーメントマグニチュードは5.6。震源の深さは10km。
震央はパキスタンの首都であるイスラマバードから南東約90kmにあるミールプル付近で、最大メルカリ震度VIIをミールプルで記録した。ミールプルはアザド・カシミール最大の都市であり、人口12.4万人（2017年）を抱える。
パキスタンは石積みの家が多く、RC造の建築物も耐震基準が緩い。このため、地震動に対して貧弱であり、震央付近のミールプルを中心として被害が生じた。建築物の崩壊などによって25人が死亡・700人以上が負傷。そのほか幹線道路や橋の損壊などのインフラ被害、ミルプール県とコトリ県の停電などのライフライン被害が生じた。救助支援としてパキスタン軍は被災地に軍と医療チームを派遣した。
震源付近はヒマラヤ褶曲衝上断層帯の一つであるSalt Range ThrustやMain Frontal Thrustなどが分布する。このヒマラヤ褶曲衝上断層帯はインド亜大陸とアジア大陸が衝突し形成されたもので、インドプレートとユーラシアプレートのプレート境界断層となっている。二つのプレートの相対運動速度は年間約4cmで、地震活動が活発である。近年では2005年にカシミールでM 7.6、2015年にネパールでM 7.8の地震がヒマラヤ褶曲衝上断層帯の活動であり、いずれも大きな被害が生じた。